# 金井美恵子
金井 美恵子（かない みえこ、1947年11月3日 - ）は、日本の小説家・エッセイスト・映画／文藝評論家。活動初期は小説と並行して現代詩の創作も行っていた。
画家の金井久美子は実姉であり、著書の装画・装丁も手がける。

## 来歴
群馬県高崎市生まれ。群馬県立高崎女子高等学校卒業。現在は東京・目白で姉の久美子と同居。『遊興一匹 迷い猫あずかってます』などのエッセイの通り愛猫家であり、かつては猫のトラー（2007年に死去）を飼っていた。
6歳で父を失い、母子家庭で育つ。物心つく前より母の影響で映画に接し、後の素地を育んだ。高校卒業後は大学へ進学することはなく作家活動を開始。1967年、石川淳が選考委員をしていたことから『愛の生活』を太宰賞に応募し最終候補に残り、当の石川から賞賛をうけて掲載されデビュー。同年第8回現代詩手帖賞を受賞、小説と詩作の双方で作家生活を始め、若き才媛の登場と謳われた。元より小説を書くことを志望していたが、平行して詩を書くようになったのは天沢退二郎などの『凶区』の同人と交流を持つようになったためであったという。詩歌の創作は比較的初期の段階でやめているが、その詩的分野からの言語へのアプローチはある時期までの創作姿勢のもととなった。
ヌーヴォー・ロマンの影響を感じさせる、独特の長大なセンテンスを持った文体で知られる。いわゆる「物語」よりも言語・記述への意識に軸足を置き、絢爛な語彙と懐疑的思考の徹底された多くの作品は、しばしば当のヌーヴォー・ロマンとの関係を評される。ただし80年代までは短篇において過不足のない物語をそつなく描いており、物語創作においても力量を見せていた。
作風については、蓮實が本人との対談で「芸術」から「風俗」への転換を指摘した通り、初期は幻想的な世界観を詩的言語で詳述するスタイルであったが、のちの「目白シリーズ」などからはフローベール的でもある冷徹な風俗描写や辛辣な社会・文化洞察を盛り込んだものへと変化している。
幼少の頃より映画を見続ける大のシネフィルかつ辛辣な映画評論家であり、その関係で蓮實重彦や山田宏一と親交が深く、それどころか作品の視点の手法などにその影響もうかがえるほか、オマージュ的な描写も数多い。ことにジャン・ルノワールの映画に強い愛着を抱き、他にもジャン＝リュック・ゴダール、フランソワ・トリュフォー、ルイス・ブニュエル、ロベール・ブレッソン、フリッツ・ラング、エリック・ロメール、ジョン・フォード、エルンスト・ルビッチ、ジャン・ヴィゴ、アッバス・キアロスタミ、成瀬巳喜男などなど、非常に多岐にわたる監督の作品に言及している。
文学（ギュスターヴ・フローベールを枕頭の書とする他、ヌーヴォー・ロマンはもちろんロラン・バルト、モーリス・ブランショ、ウラジーミル・ナボコフなど言語そのものへの意識の高い作家・批評家が多い）と映画（特にアート系や日本映画）の素養に富み、独特の醒めた洞察にもとづく筆致は時に辛辣なほどの筆鋒を見せる。大衆文学では山田風太郎を好む。
映画監督青山真治の小説家としての第1作『ユリイカ』の文庫版に寄せた解説に『「競争相手は馬鹿ばかり」の世界へようこそ』と、文学界を揶揄するタイトルを付した（のちにエッセイ集の書名にも採った）ことにも示されるとおり、文壇やそれを取巻くジャーナリズムなどに一定の距離を置き、蓮實や山田、青山、阿部和重、中原昌也など、映画がらみの人材以外とはあまり縁を持たない。
2005年頃からヨーロッパのサッカーに興味を持ち、スカパー!のサッカーチャンネルに加入して観戦に熱中している。FCバルセロナのファン。ただし中田英寿については嫌っており、エッセイの中でもしばしば批判している。
蓮實重彦、絓秀実、渡部直己らをはじめとした評価者は少なからずおり、文壇的評価も高いが、絶版が多く現在入手困難な著書が多数存在する。
主な活動としては朝日新聞出版のPR誌「一冊の本」でエッセイ『目白雑録』を連載しており、広範な事象への独特な毒舌が注目を集めている。相反して小説の発表は減少している。
2023年より海外で著作が次々と翻訳されている。

## 評価
吉本隆明は「試行　NO.73」（試行出版部、1995年5月）の「情況への発言　―徒党的発言の批判―」において、「またぞろスターリン芸術政策やプロレタリア文学運動の亡霊が顔や形を変えて蘇ってきたとおもった。柄谷や浅田から絓秀実や金井美恵子にいたるまで、一斉に文学の「差別」などといいだして、本や座談を出しはじめたのには、びっくりした」と述べて、金井を批判している。
「作家の意識や無意識に「差別」があれば、フィクションの登場人物はかならず「差別」的な振る舞いや言動をするなどということは、どんな文学の理論からも証明できやしない」　
「金井美恵子は「日本のフェミニズム批評」は言葉狩りをやるほど「ガサツさというか、繊細さですよ。言葉にたいする、そういうものを持っていませんね。気にくわない書き手がいたら批評で書けないようにしてやればいいのね」などと挑発している」　
「金井などは、批評ということが何もわかってないんだ」（以下略）
文芸評論家の小川榮太郎は、著書の『作家の値うち　令和の超ブックガイド』にて、「代表作を通読してみて、小説という名の「退屈なお喋り」が、よくぞこれだけ長きにわたって文壇で通用してきたものだと、別の意味で感心してしまった。」としており、初期短編は評価しているものの、その後の初期短編から様変わりした単なるお喋りを不思議がっている。

## 目白四部作
1980年代から発表された、金井の近年の代表的作品群。それまでの作風の転換点でもあり、金井の私淑するフローベールのように、徹底した客観にもとづいて、様々な職種や関係の絡み合う群像を描いている。
それぞれの作品は独立しているが、物語は目白という同一の舞台で繰り広げられ、主人公及び脇役のキャラクターがそれぞれの作品にゲストとして登場している。『小春日和』の10年後を描いた『彼女（たち）について私が知っている二、三の事柄』、『道化師の恋』の登場人物も併せて登場する『快適生活研究』『お勝手太平記』と併せ目白シリーズと呼ぶ事もある。

## 著書

### 小説
- 『愛の生活』（筑摩書房/1968年）※短編小説集 のち新潮文庫
- 『夢の時間』（新潮社/1970年）※短編小説集 のち文庫
- 『兎』（筑摩書房/1973年）※短篇小説集 のち集英社文庫、講談社文芸文庫
- 『岸辺のない海』（中央公論社/1974年）※長編小説 のち文庫
  - 『完本 岸辺のない海』（日本文芸社/1995年）※長編小説、のち河出文庫
  - 「補遺『岸辺のない海』」を併録
- 『アカシア騎士団』（新潮社/1976年）※短編小説集 のち講談社文庫
- 『プラトン的恋愛』（講談社/1979年）※短編小説集 のち文庫
  - 第7回泉鏡花文学賞受賞作
- 『単語集』（筑摩書房/1979年）※短編小説集 のち講談社文庫
- 『既視の街』（新潮社/1980年）※写真・渡辺兼人
- 『くずれる水』（集英社/ 1981年）※連作短編小説集
- 『愛のような話』（中央公論社/1984年）※短編小説集
- 『文章教室』（福武書店/1985年）※目白四部作 のち文庫、河出文庫
- 『あかるい部屋のなかで』（福武書店/1986年）※短編小説集 のち文庫
- 『タマや』（講談社/1987年）※目白四部作 のち文庫、河出文庫
  - 第27回女流文学賞受賞作
- 『小春日和（インディアン・サマー）』（中央公論社/1988年）※目白四部作 のち河出文庫
- 『道化師の恋』（中央公論社/1990年）※目白四部作 のち河出文庫
- 『恋愛太平記』全2巻（集英社/1995年）※長編小説 のち文庫
- 『軽いめまい』（講談社/1997年）※長編小説 のち文庫
- 『柔らかい土をふんで、』（河出書房新社/1997年）※長編小説 のち文庫
- 『彼女（たち）について私が知っている二、三の事柄』（朝日新聞社/2000年）※目白シリーズ のち文庫
- 『ノミ、サーカスへゆく』（角川春樹事務所/2001年）※童話絵本
- 『噂の娘』（講談社/2002年）※長編小説 のち文庫
- 『快適生活研究』（朝日新聞社/2006年）のち文庫　※目白シリーズ
- 『ピース・オブ・ケーキとトゥワイス・トールド・テールズ』（新潮社/2012年）のち中公文庫
- 『お勝手太平記』（文藝春秋/2014年）※目白シリーズ
- 『カストロの尻』（新潮社/2017年）のち中公文庫
- 『スタア誕生』（文藝春秋/2018年）

#### 作品集・新編など
- 『金井美恵子全短篇』（全3巻）（日本文芸社/1992年）
  - 「不死の女」「花火」連作、「《原色図鑑》」「飛ぶ星」「孤独な場所で」などの単行本未収録作品や『小春日和』の作中作、「柔らかい土をふんで、」の初めの一章（編纂当時に連載が開始された）を含む
- 『愛の生活・森のメリュジーヌ』（講談社文芸文庫/1997年）※短編集・文庫オリジナル編集
  - 「愛の生活」「夢の時間」「森のメリュジーヌ」「永遠の恋人」「兎」「母子像」「黄金の街」「空気男のはなし」「アカシア騎士団」「プラトン的恋愛」収録
- 『ピクニック その他の短篇』（講談社文芸文庫/1998年）※短編集・文庫オリジナル編集
  - 「桃の園」「競争者」「窓」「木の箱」「月」「既視の街」「ピクニック」「くずれる水」「豚」「鎮静剤」「家族アルバム」「あかるい部屋のなかで」収録。「既視の街」はテクストのみ
- 『砂の粒/孤独な場所で 金井美恵子自選短篇集』（講談社文芸文庫/2014年）
- 『恋人たち/降誕祭の夜 金井美恵子自選短篇集』（講談社文芸文庫/2015年）
- 『エオンタ/自然の子供 金井美恵子自選短篇集』（講談社文芸文庫/2015年）

### エッセイ・評論
- 『夜になっても遊び続けろ』（講談社/1974年）のち文庫
- 『添寝の悪夢 午睡の夢』（中央公論社/1976年）のち文庫
- 『書くことのはじまりにむかって』（中央公論社/1978年）のち文庫
- 『手と手の間で』（河出書房新社/1982年）
- 『言葉と＜ずれ＞』（中央公論社/1983年）
- 『映画 柔らかい肌』（河出書房新社/1983年）※映画批評
- 『おばさんのディスクール』（筑摩書房/1984年）
- 『ながい、ながい、ふんどしのはなし－スケッチブック1972年~1984年－』（筑摩書房/1985年）
- 『小説論―読まれなくなった小説のために』（岩波書店/1987年）※講演エッセイ のち朝日文庫
- 『本を書く人読まぬ人とかくこの世はままならぬ』（日本文芸社/1989年）
- 『遊興一匹 迷い猫あずかってます』（新潮社/1993年） のち文庫
- 『本を書く人読まぬ人とかくこの世はままならぬPART2』（日本文芸社/1993年）
- 『愉しみはTVの彼方に』（中央公論社/1994年）※映画批評
- 『重箱のすみ』（講談社/1998年）
- 『ページをめくる指』（河出書房新社/2000年）※絵本論
- 『待つこと、忘れること?』（平凡社/2002年）
- 『「競争相手は馬鹿ばかり」の世界へようこそ』（講談社/2003年）
- 『目白雑録（ひびのあれこれ）』（朝日新聞社/2004年）のち文庫
- 『スクラップ・ギャラリー 切りぬき美術館』（平凡社/2005年）
- 『目白雑録2』（朝日新聞社/2006年）
- 『楽しみと日々』（平凡社/2007年）※映画エッセイ オブジェ制作・金井久美子
- 『昔のミセス』（幻戯書房/2008年）
- 『目白雑録3』（朝日新聞出版/2009年）
- 『猫の一年』（文芸春秋/2011年)
- 『目白雑録4/日々のあれこれ』（朝日新聞出版/2011年）
- 『目白雑録5/小さいもの、大きいこと』（朝日新聞出版/2013年）
  - 改題『〈3.11〉はどう語られたか』（再編集版、平凡社ライブラリー/2021年）
- 『新・目白雑録/もっと、小さいこと』（平凡社/2016年）
- 『たのしい暮しの断片（かけら）』（平凡社/2019年）※オブジェ制作・金井久美子
- 『シロかクロか、どちらにしてもトラ柄ではない』（平凡社/2022年）※オブジェ制作・金井久美子

### 詩集
- 『マダム・ジュジュの家』（思潮社/1971年）
- 『現代詩文庫 金井美恵子詩集』（思潮社/1973年）
- 『春の画の館』（思潮社/1973年）のち講談社文庫
- 『水の城』（書紀書林/1980年）
- 『花火』（書肆山田/1983年）

### 対談・共著
- 『私は本当に私なのか 自己論講義』（朝日出版社/1983年）※木村敏の講義
- 『セリ・シャンブル3 金井美恵子・金井久美子の部屋』（旺文社/1985年）
- 『奇蹟の映画作家アッバス・キアロスタミ』（ユーロスペース/1993年）※山根貞男、篠崎誠と共著
- 『鼎談集 金井姉妹のマッド・ティーパーティーへようこそ』（中央公論新社/2021年）

### アナログ・レコード
- A面：春の画の館（歌：四谷シモン／金井美恵子作詞／日高仁作曲／桜井順一編曲）／B面：ガラスの森（歌：金井美恵子／金井美恵子作詞／桜井順一作編曲）

発売元：ポリドール

### 映像化作品（TVドラマ）
- 小春日和 インディアン・サマー（日本テレビ・水曜グランドロマン/1990年） 監督：前田陽一 出演：大原麗子、つみきみほ、仁科扶紀、岡田眞澄、吉行和子、西田健、江角英明、森本レオ、三宅邦子、松尾貴史

## 受賞歴
- 1967年、『愛の生活』で太宰治賞候補作[8]。
- 1979年、『プラトン的恋愛』で泉鏡花文学賞受賞[8]。
- 1988年、『タマや』で女流文学賞を受賞[8]。
- 2018年、『カストロの尻』で芸術選奨文部科学大臣賞受賞[9]。